# Carl Lorens
Carl Lorens (* 7. Juli 1851 in Wien-Erdberg; † 12. Dezember 1909 in Wien) war ein österreichischer Volkssänger, Volksdichter und Komponist von Wienerliedern.

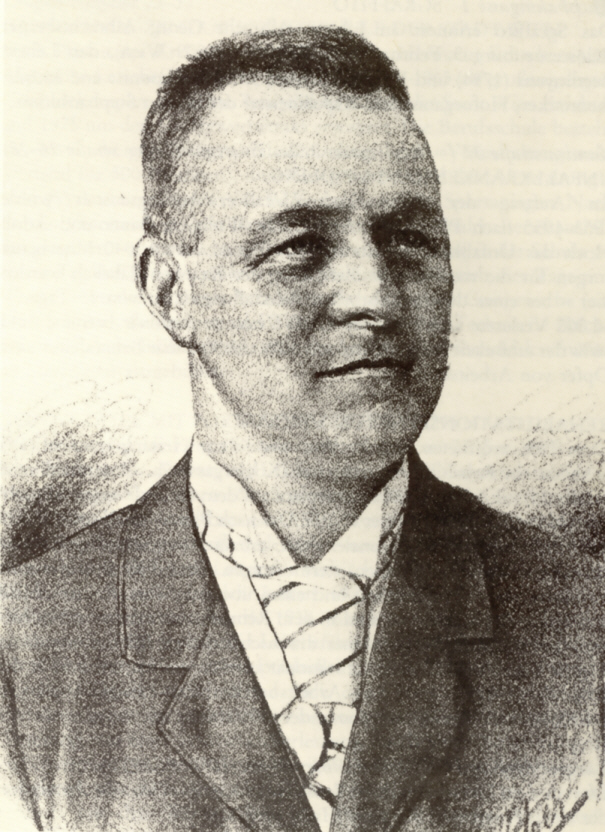
Carl Lorens

## Leben
Carl Lorens wurde als Sohn des Matthias Lorens und dessen Ehefrau Maria Cilek in der damaligen Kölblgasse 617 (heute Nr. 7) im 3. Wiener Gemeindebezirk Landstraße geboren. Nach der Volks- und Bürgerschule machte Lorens eine Lehre als Maler und Anstreicher. Doch bereits um das Jahr 1870 ist der als Musiker Autodidakt gewesene Lorens öffentlich als Stegreifsänger in Matzleinsdorf aufgetreten und wurde Volkssänger. 1873 heiratete er Leopoldine Wiesner und zog nach einer kurzen Zeit im 6. Bezirk nach Meidling, wo er mehr als 30 Jahre lang leben sollte. Hier hatte er auch seine meisten Auftritte in Gasthäusern, zunächst in den Volkssängergesellschaften von Amon, Drexler, Lautzky, Edi und Biedermann, dann aber hauptsächlich als Solist. Schon mit seinem Lied D’Muatterliab (1875) wurde er als Autor und Komponist berühmt. Er schrieb für viele bekannte Wienerliedsänger, und zahlreiche Lieder wurden weithin bekannt. Da er für seine Lieder aber jeweils nur ein einmaliges Honorar von den Verlegern erhielt, war er gezwungen, laufend weitere neue Lieder zu schreiben, um Einnahmen zu erhalten. Zeit seines Lebens wurde Lorens trotz großen Erfolges nie wohlhabend. Er setzte sich in späteren Jahren für die Wiener Volksmusik und deren Interpreten, die um 1900 zunehmend Konkurrenz durch neue Formen der Populärmusik erhielten, auch in journalistischer Form ein. 1895 feierte Lorens sein 25-jähriges Bühnenjubiläum, am 1. April 1908 das 40-Jahr-Jubiläum im Vergnügungs-Etablissenment Stalehner in Hernals. 1909 nahm er acht Lieder für Schallplatte auf. Er starb im Wiener Sophienspital. An seinem Begräbnis am 14. Dezember 1909 nahmen neben Heinrich Hierhammer, Vizebürgermeister der Stadt Wien, zahlreiche Musikerkollegen und Interpreten seiner Lieder teil.
Carl Lorens ist in einem ehrenhalber gewidmeten Grab auf dem Meidlinger Friedhof beerdigt (Abteilung 3, Gruppe 6, Grab Nr. 23). Darauf ist eine Strophe aus seinem letzten Lied angebracht:
Und wenn ich einmal sterben sollt’,

So soll es dorten sein,

Wo auf den Bergen ringsherum

Wächst Österreicher Wein.

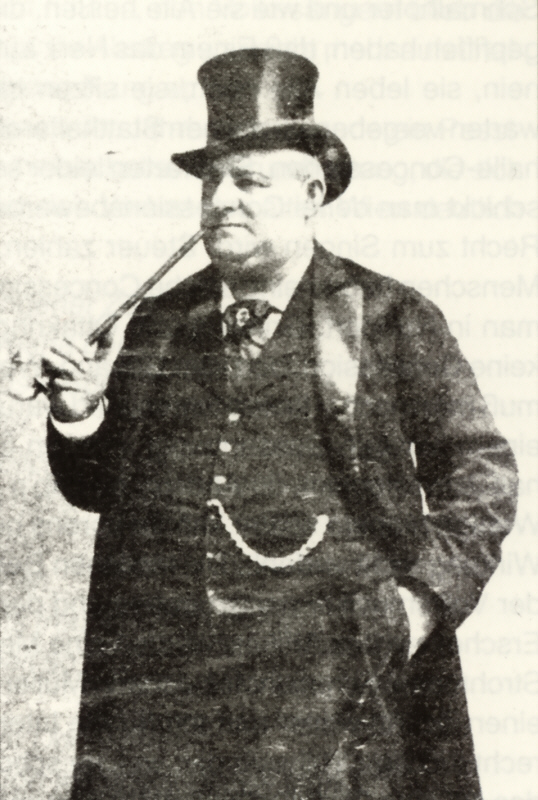
Carl Lorens, 1909

Als Abschied singt mir noch ein Lied

Vom deutschen Vaterland.

Dann senkt mich in ein kühles Grab

Am blauen Donaustrand.
Lorens lebte im Meidlinger Bezirksteil Gaudenzdorf, wo noch heute in der Schönbrunner Straße 184 eine Gedenktafel zu seinen Ehren angebracht ist. Der Lorenshof, ein Gemeindebau in der Meidlinger Längenfeldgasse, wurde ihm zu Ehren benannt. 
Sein Nachlass befindet sich im Carl-Lorens-Archiv im Meidlinger Bezirksmuseum, über einen kleinen Bestand verfügt auch die Wienbibliothek.

## Bedeutung
Carl Lorens war einer der bekanntesten und produktivsten Wienerliedsänger und -komponisten am Ende des 19. Jahrhunderts und zu Beginn des 20. Jahrhunderts. Seine besondere Bedeutung besteht vorwiegend in seiner Tätigkeit als Volksdichter und -komponist. Er verfasste rund 3000 Liedtexte und Melodien, von denen etwa 2000 auch im Druck erschienen. Vielfach wurden sie zu Volksliedern und blieben bekannter als der Name ihres Autors. Zu Lebzeiten war er aber auch einer der beliebtesten Interpreten des Wienerliedes. Er war die Verkörperung eines typischen Wiener Charaktertypus, den er auch in seinen Liedern propagierte. Sein Werk umfasst vor allem Couplets, Refrainlieder, Marschlieder, Duette, Gstanzeln und Parodien. Neben Johann Sioly und Johann Schrammel ist Lorens der wichtigste Komponist des klassischen Wienerliedes, neben Wilhelm Wiesberg dessen bedeutendster Volksdichter.

## Werke

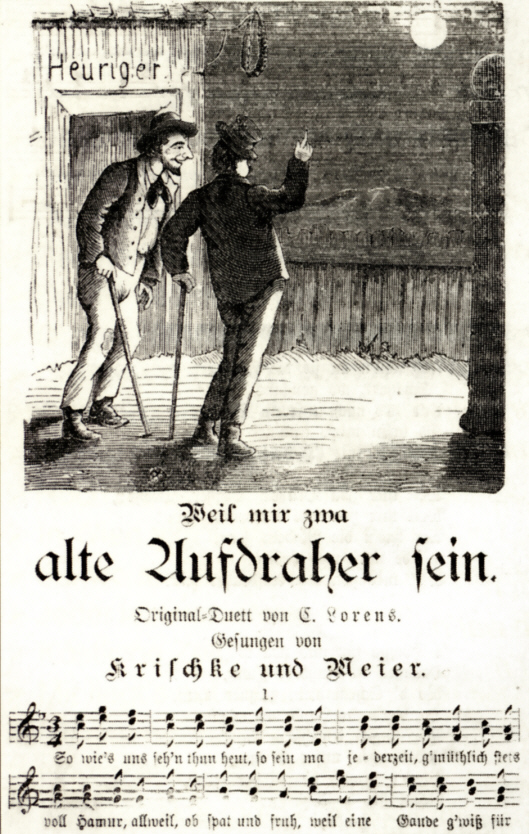
Weil mir zwa alte Aufdraher sein

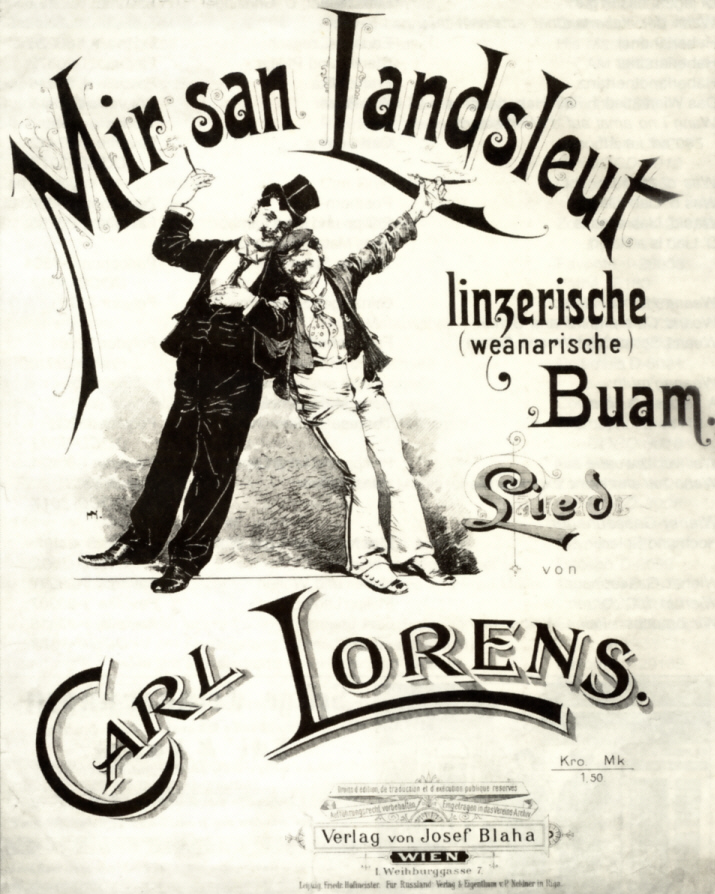
Mir san Landsleut, linzerische (weanerische) Buam

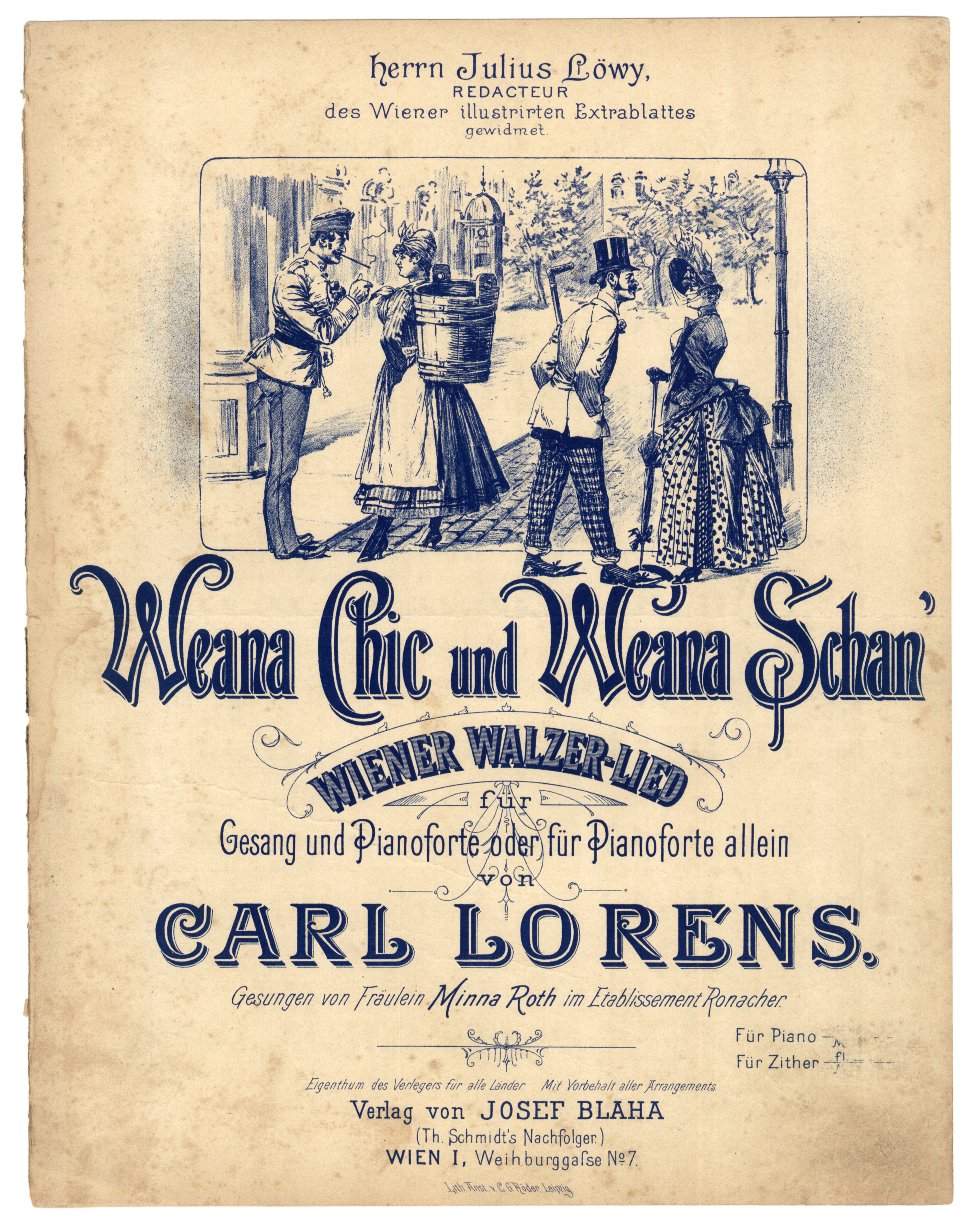
Weana Chic und Weana Schan’, um 1900

Zu den bekanntesten Liedern zählen unter anderen
- A alter Aufdraher
- A Walzer von Strauß
- Bruder Liederlich
- D’Banda kommt
- D’Frauenliab (Musik: Theodor F. Schild)
- D’Muatterliab
- Da bin i, da bleib i, in Wien möcht i sterbn (Musik: Jean Schmid)
- Da könnt ma wana wie a klanes Kind
- Da muß ma in Wean net auf d’Welt kommen sein
- Da ziag i mein Rock aus
- Dann schließ ich meine Äuglein zu und sag der Welt ade
- Das Drah’n das ist mei Leb’n (Musik: Johann Strauß)
- Das kleine Katzerl
- ’s Frauenkäferl
- ‘s Herz von an echten Weana (Musik: Johann Schrammel)
- Der Herr Papa
- Der Herrgott wass schon, was er tuat
- Der schönste Mann von Wien
- Der Waselbua
- Der Wasser-Gigerl (Musik: Georg Schiemer)
- Die Adelheid vom 4. Stock
- Die Blunzen und die Leberwurst
- Die Liab bringt mi um
- Die Sumsenbacher sterb’n net aus
- Großmutterl kränk di net
- Grüß Euch Gott alle miteinander (Musik: Carl Zeller in der Operette Der Vogelhändler)
- Heut geh’n ma nimmer ham
- I bin ja net von Podiebrad (Musik: Theodor F. Schild)
- Ja, wo anders ist’s halt anders, aber in Wien ist’s halt a so
- Jetzt trink ma noch a Flascherl Wein
- Menschen san mir ja alle
- Mir drah’n die ganze Nacht, bis dass uns d’Sonn anlacht
- Mir fahrn heut nach Nußdorf h’naus
- Mir is mei Alte g’storbn
- Mir san Landsleut, weanerische/linzerische Buam
- O komm, du reizende Pauline
- Schiab i denn nör eh an?
- Schöner wirds nimmer wie’s einmal war
- So reden d’Leut in Wien
- So lang in Wean der alte Steffel steht
  - Auch bekannt unter dem Titel: Solang der alte Peter
- Ui jeh da ist a Böhm dabei
- Warum? (Das ist die Liebe ganz allein)
- Was d’Liab is (Die Liab is a Vogerl)
- Weana Chic und Weana Schan’
- Weil i die harbe Poldi bin

## Literatur

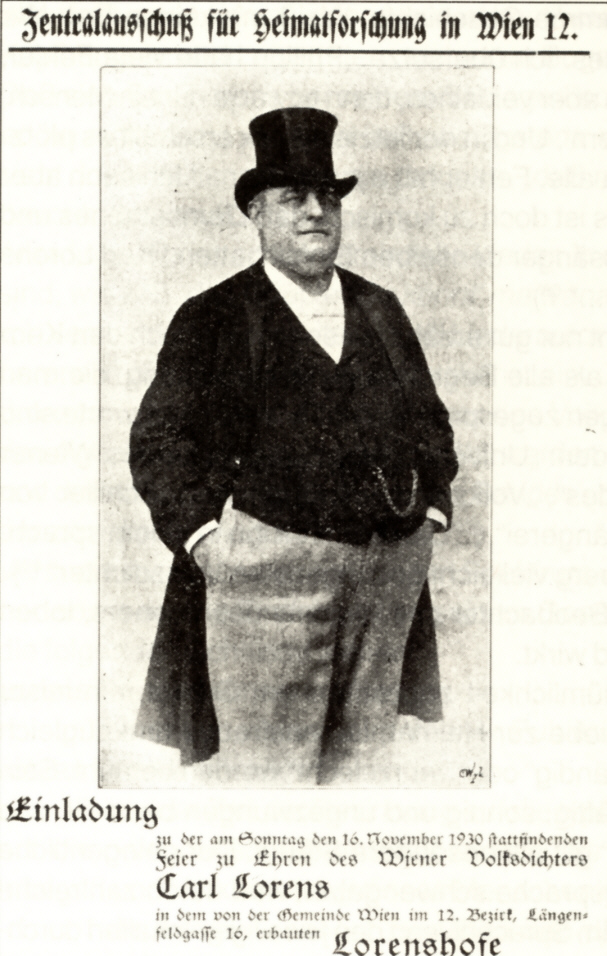
Carl Lorens, 1930